# Trattato di Parigi (1817)
Il trattato di Parigi del 10 giugno 1817 è uno dei trattati collaterali dell'Atto finale del Congresso di Vienna. Esso fu sottoscritto dai plenipotenziari delle grandi potenze, Austria, Francia, Gran Bretagna, Prussia, Russia e Spagna, in applicazione dell'art. 99 dell'Atto finale, al fine di determinare modalità e decorrenza della "reversione" del ducato di Parma, Piacenza e Guastalla, e, come corollario, anche la decorrenza della reversione del ducato di Lucca, già disciplinata dall'art. 102 in favore del granducato di Toscana.

## Contesto storico
Nel quadro del riassetto territoriale definito dal Congresso di Vienna si pose il problema del trattamento da assicurare all'arciduchessa Maria Luisa d'Austria, consorte di Napoleone e ancora definita, negli atti del Congresso, «Imperatrice». La soluzione trovata dalle potenze fu quella di attribuirle ad personam, vita natural durante, il ducato di Parma, Piacenza e Guastalla, ciò che costituiva una deroga evidente al principio di legittimità. Tenuto anche conto delle aspirazioni che sul ducato potevano vantare l'Austria stessa e il regno di Sardegna ai sensi dell'art. VII del Trattato di Aquisgrana del 1748 (il quale aveva stabilito un diritto di "reversione" in loro favore in caso di estinzione della linea dinastica dei Borbone-Parma), la questione della sorte che avrebbe avuto il ducato dopo la morte dell'arciduchessa fu lasciata impregiudicata. Per intanto, «fintatoché le circostanze non [permettessero] di procurare [loro] un altro stabilimento», suo jure per la matriarca dei Borbone-Parma, l'infanta Maria Luisa di Spagna, ex regina consorte, e poi reggente, d'Etruria, ancora definita negli atti con l'attributo di «Sua Maestà», per suo figlio Carlo Lodovico e per i loro discendenti in linea maschile, veniva appositamente costituito, sulle ceneri dell'antica repubblica aristocratica, il ducato di Lucca e, a titolo di compensazione, veniva fissata un'indennità di cinquecentomila lire da versare annualmente ai Borbone da parte dell'Austria e del granducato di Toscana. L'art. 102 fissava, fin dall'inizio, il principio della reversione del ducato al granducato di Toscana quando l'infanta di Spagna e/o i suoi discendenti si fossero sistemati altrove, si fossero estinti o avessero acquisito la titolarita di un altro dei domini borbonici.
Non giudicando evidentemente confacente la soluzione trovata, l'infanta Maria Luisa si oppose con veemenza cercando l'appoggio del papa, dello zar di Russia e soprattutto del fratello Ferdinando VII di Spagna, il quale infatti decise di non sottoscrivere né l'Atto finale, né il trattato di Parigi del 1815, successivo alla sconfitta napoleonica di Waterloo. L'ex regina d'Etruria rifiutò per oltre due anni di prendere possesso del suo nuovo dominio, rimanendo asserragliata nella sua residenza romana. Finalmente il trattato del 1817 pose le condizioni per il superamento della sua opposizione e il 7 dicembre ella entrò finalmente a Lucca.

## Statuizioni
Il trattato dava conto in premessa del comportamento tenuto dal re di Spagna Ferdinando VII nell'aver rifiutato di sottoscrivere sia l'Atto finale sia il trattato di Parigi nel 1815. Le motivazioni di tale comportamento risiedevano «nel desiderio di voler stabilire con il consenso unanime delle potenze [...] l'applicazione dell'art 99 [dell'Atto finale], ed, in conseguenza, della reversione dei ducati di Parma, Piacenza e Guastalla dopo la morte di S.M. l'arciduchessa Maria Luisa». L'adesione però anche della Spagna al nuovo ordine disegnato dal Congresso di Vienna era da tutti ritenuta indispensabile per assicurare la pace in Europa, e, dichiarandosi consapevole di ciò, Ferdinando VII aveva solennemente proceduto il 7 e 8 giugno alla sottoscrizione dei due trattati e, contestualmente, i plenipotenziari di tutte le grandi potenze, Spagna inclusa, avevano concordato la soluzione della questione rimasta insoluta a Vienna, mediante la stipula del nuovo trattato, da ratificare entro due mesi.
Fermo restando quanto previsto dagli articoli 99, 101 e 102 dell'Atto finale, il nuovo trattato prevedeva sommariamente:
- che, «dopo il decesso di S.M. l'arciduchessa Maria Luisa»  i ducati di Parma, Piacenza e Guastalla sarebbero passati «in piena sovranità a S.M. l'infanta di Spagna Maria Luisa, all'infante D. Carlo Luigi suo figlio e suoi discendenti maschi in linea diretta» (art. 3);
- che era confermata la cessione all'Austria dei distretti territoriali a nord del Po, nonché del diritto di guarnigione sulla piazzaforte di Piacenza (artt. 3 e 5);
- che alla stessa «epoca» della reversione di Parma avrebbe avuto luogo quella del ducato di Lucca al granduca di Toscana prevista dall'art. 102 dell'Atto finale (art. 4);
- che, con decorrenza dal 9 giugno 1815 e fino alla data effettiva di realizzazione della reversione dei ducati, l'Austria si obbligava a corrispondere a Maria Luisa di Borbone quanto previsto dal secondo comma art. 101 (rendita annua di cinquecentomila lire), oltre annessi e connessi, come forma di indennizzo per la mancata restaurazione del ducato di Parma (art. 6);
- che erano confermate le previsioni dell'art. VII del Trattato di Aquisgrana del 1748 circa il diritto di reversione dei ducati di Parma, Piacenza e Guastalla a favore dell'Austria e del regno di Sardegna in caso di estinzione della linea dinastica autonoma derivata dall'infante Don Filippo, e cioè dei Borbone-Parma (art. 7).

## Testo integrale
Il trattato fu redatto in francese (secondo i costumi diplomatici dell'epoca), in sette originali, sei dei quali destinati, per la ratifica, alle corti firmatarie. Il testo integrale del trattato è disponibile online, in lingua originale, nell'edizione pubblicata dalla corte austriaca, e anche in una traduzione in italiano pubblicata nell'Ottocento insieme all'Atto finale e ad altri documenti:
- edizione ufficiale in francese: (FR) Traité conclu à Paris le 10. Juin 1817 [...], Vienna, Imprimerie impériale et royale de Cour et d'État, 1818. URL consultato il 18 settembre 2023.
- edizione italiana:  Trattato conchiuso a Parigi il 10 giugno 1817 tra le Corti d'Austria, di Spagna, di Francia, della Gran Bretagna, di Prussia e di Russia, il quale, in esecuzione dell'art. 99 dell'Atto finale del Congresso, determina la reversione dei ducati di Parma, Piacenza e Guastalla, in Atto finale del Congresso di Vienna del 9 giugno 1815 ed altri trattati che vi si riferiscono e la Convenzione fra Austria e Sardegna del 4 ottobre 1751, Milano, Libreria di F. Sanvito succ. A. Borroni e Scotti, 1859,  pp. 74-78.